# Bataille de Wauhatchie
Guerre de Sécession
Batailles
Campagne de Chattanooga-Ringgold :
- Raid de Wheeler
- Farmington
- Brown's Ferry
- Wauhatchie
- Lookout Mountain
- Missionary Ridge
- Ringgold Gap

La bataille de Wauhatchie s'est déroulée les 28 et 29 octobre 1863, dans les comtés de Hamilton et de Marion, dans le Tennessee et dans le comté de Dade en Géorgie, pendant la guerre de Sécession. Une force de l'Union capture Brown Ferry sur la rivière Tennessee, ouvrant une ligne de ravitaillement pour l'armée de l'Union à Chattanooga. Les forces confédérées tentent de déloger la force de l'Union qui défend le ferry et couper de nouveau la ligne de ravitaillement mais sont défaits. Wauhatchie est l'une des rares batailles nocturnes de la guerre de Sécession.

## Contexte
Après la désastreuse défaite lors de la bataille de Chickamauga, les forces de l'Union sous les ordres du major général William Rosecrans retraitent vers Chattanooga, Tennessee. L'armée du Tennessee du général confédéré Braxton Bragg assiège la ville, menaçant les forces de l'Union de famine jusqu'à la reddition. Les troupes de Bragg occupent Missionary Ridge (en) et Lookout Mountain (en), tous deux ayant une vue excellente sur la ville, la rivière et les lignes de ravitaillement de l'Union. Les troupes confédérées lancent des raids sur les trains de ravitaillement se dirigeant vers Chattanooga, ce qui oblige de trouver une autre route de ravitaillement pour l'Union afin de nourrir ses troupes. Le major général Ulysse S. Grant relève Rosecrans de son commandement et le remplace par le major général George H. Thomas. La première priorité de Grant pour atteindre Chattanooga est de ravitailler l'armée de l'Union.

### Opération de Brown's Ferry
Grant et Thomas lance l'opération « Cracker Line » le 26 octobre 1863. Elle est conçue pour ouvrir la route de Brown's Ferry (en) sur la rivière Tennessee vers Chattanooga avec une avance simultanée vers Lookout Valley, sécurisant la route de Kelley's Ferry. Le brigadier général William F. "Baldy" Smith, chef des ingénieurs de la division militaire du Mississippi, qui a conçu tout le plan de l"opération « Cracker Line », reçoit la tâche d'établir une tête de pont à Brown's Ferry. On lui affecte deux brigades d'infanterie de la 3e division du XIVe corps, pour remplir cette mission : la 1re brigade sous les ordres du brigadier général John B. Turchin et la 2de brigade sous les ordres du brigadier général William B. Hazen.
À 3 heures du matin, le 27 octobre 1863, une partie de la brigade de Hazen embarque sur des pontons et flotte autour de Moccasin Bend vers Brown's Ferry. La brigade de Turchin prend position à Moccasin Bend en face de Brown's Ferry. Dès le débarquement réalisé, Hazen sécurise la tête de pont et place ensuite un pont au-dessus de la rivière, permettant à Turchin de la traverser et de se mettre sur sa droite.
Le colonel William C. Oates du 15th Alabama garde la vallée avec son régiment et des éléments d'autres unités. À la suite d'une méprise de commandement, Oates ne sait pas où se trouvent trois régiments de réserve. Après le débarquement surprise de l'Union, Oates tente une contre-attaque avec la force hétéroclite, mais elle échoue après sa blessure sérieuse. Pendant ce temps, le brigadier général Evander M. Law réapparaît avec les régiments de réserve mais il est trop tard ; les fédéraux sont trop nombreux et bien retranchés.

### L'avance de Hooker
Pendant ce temps, le major général Joseph Hooker marche avec trois divisions de l'Union de Bridgeport en suivant la voie ferrée via Shellmound et la gorge de Running Water Creek. Le 28 octobre 1863, après une rapide marche, la colonne de Hooker entre dans Lookout Valley au plus grand étonnement des généraux Braxton Bragg et James Longstreet, qui ont une réunion à Lookout Mountain. Longstreet, obsédé par la possibilité d'une attaque de l'Union plus en profondeur vers le sud-ouest, a échoué à repérer à détecter convenablement l'avancée de Hooker.
Hooker, pendant que sa force traverse Lookout Valley le 28 octobre 1863, détache la division du brigadier général John W. Geary à Wauhatchie Station, un arrêt sur la ligne de chemin de fer de Nashville et Chattanooga, pour protéger la ligne de communications vers le sud-ouest et aussi la route occidentale vers Kelley's Ferry. Une fois qu'il a atteint son objectif, « les dispositions de Hooker sont déplorables », avec le XI corps en sous-effectif de Howard « qui bivouaque de manière hasardeuse » à Brown's Ferry. Pire, la division de Geary, seulement forte de 1 500 hommes après le détachement de troupes pour garder la voie ferrée, est isolée.

## Forces en présence

### Union
Ordre de bataille de l'Union

### Confédération
Ordre de bataille confédéré

## Bataille
Bragg ordonne à Longstreet de déloger la nouvelle force de l'Union. Remarquant qu'un train de wagons est arrêté près de Wauhatchie, Longstreet décide d'écraser la force de Geary. Il ordonne à la division du brigadier général Micah Jenkins de lancer une attaque de nuit sur les forces de l'Union. Pendant que Law prend sa brigade et celle du brigadier général Jerome B. Robertson pour empêcher Hooker de renforcer Geary, les 1 800 hommes de la brigade de Caroline du Sud commandée par le colonel John Bratton (en) mèneront l'assaut du Wauhatchie Station. La brigade du brigadier général Henry Benning restera en soutien des efforts de celles commandées par Law et Bratton. Bien que l'attaque soit prévue à 22 heures le 28 octobre 1863, la confusion la retarde jusqu'à minuit. Bien que Geary et ses officiers s'attendent à une attaque et qu'ils ont déployé des piquets, sa rapidité les surprend. Enveloppée par le nord par Bratton, les défenseurs de l'Union se placent sur une ligne de bataille en V, faisant face au nord et à l'est. Le fils de Geary, un lieutenant d'artillerie est tué dans la bataille, mourant dans les bras de son père.
Entendant les bruits des combats, le XI corps se met rapidement en ligne près de Brown's Ferry. Hooker court-circuite le major général Oliver O. Howard dans la chaîne de commandement et ordonne au major général Carl Schurz de marcher sur Wauhatchie Station en tant que renfort. Dans la confusion, le brigadier général Adolph von Steinwehr place sa division sur la première route. La brigade du colonel Orland Smith de la division de Steinwehr se fait tirer par les confédérés de Law, qui sont placés à soixante et un mètres plus haut sur une colline qui domine la route à partir de Brown's Ferry. Smith dévie vers l'est et commence à gravir la colline. Pendant ce temps, Hooker déploie par erreur les deux divisions du XI corps contre Law et Benning, ne laissant personne pour aller aider Geary. Bien que les 2 000 hommes de Law sont en grande infériorité numérique contre la force de Hooker, la position au sommet de la colline est naturellement solide. Dans l'obscurité, la seule unité en contact direct avec Law est la brigade de 700 hommes de Smith. Plusieurs assauts vigoureux menés par Smith sont repoussés. Puis, après que Law a reçu des rapports erronés, il décide de se retirer. Au moment où ses hommes se retirent de leurs retranchements, les hommes de Smith les débordent, capturant des traînards et dispersant un régiment qui n'a pas réussi à retraiter en bon ordre. Pendant ce temps, Hooker autorise Howard à se rendre à Wauhatchie avec de la cavalerie.
Les hommes de Geary continuent de tenir fermement, bien qu'ils commencent à être à court de munitions. Lorsque Bratton commence à sentir la victoire, il reçoit une note pour qu'il retraite alors que les renforts de l'Union arrivent sur ses arrières. Bratton se retire vers Lookout Mountain (en), couvert avec succès par la brigade de Benning. Lors du combat à Wauhatchie, Bratton perd 356 hommes alors que les pertes de Geary s'élèvent à 216.

## Conséquences
Une rumeur circule dans les camps de l'Union selon laquelle les mules de l'Union fuyant pendant le combat ont fait croire aux confédérés qu'ils étaient attaqués par la cavalerie, causant la retraite des confédérés ; les soldats de l'Union plaisantent en déclarant les mules « brevetées comme des chevaux ». En vérité, la légion d'Hampton (en) a été désorganisée par les mules pendant un court instant. Néanmoins, cette accalmie permet au 137th New York de combler un trou dans la ligne fédérale.
Les pertes de l'Union lors de la bataille s'élèvent à 78 tués, 327 blessés et 15 disparus. Les confédérés perdent 34 tués, 305 blessés et 69 disparus. Un récit dit que Bratton perd 408 hommes tandis que Law n'en perd que 52. Geary rapporte l'enterrement de 153 confédérés et la capture de plus de cent prisonniers, ainsi les pertes confédérées pourraient s'élever à plus de 900 hommes. L'armée de l'Union a maintenant sa fenêtre sur l'extérieur et peut recevoir du ravitaillement, des armes, des munitions et des renforts via la ligne Cracker. Le chemin est libre pour le début de la campagne de Chattanooga le 23 novembre 1863.